# NGC 2690
NGC 2690 este o galaxie spirală situată în constelația Hidra. A fost descoperită în 10 martie 1886 de către Lewis A. Swift. Se află la o distanță de 23,1 de megaparseci de Pământ.